# Haplolobus
Haplolobus es un género con 38 especies de plantas perteneciente a la familia Burseraceae.

## Taxonomía
El género fue descrito por Herman Johannes Lam y publicado en Annales du Jardin Botanique de Buitenzorg 42: 25, 26. 1931. La especie tipo es: Haplolobus moluccanus H.J. Lam. 

## Especies seleccionadas
| - Haplolobus acuminatus - Haplolobus aneityensis - Haplolobus anisander - Haplolobus beccarii | - Haplolobus bintuluensis - Haplolobus borneensis - Haplolobus boswezensis - Haplolobus canarioides |